# Oerlinghausen
Oerlinghausen è un comune tedesco della Renania Settentrionale-Vestfalia, nei pressi di Bielefeld, a est di Münster e a sud-ovest di Hannover. Il comune nel 2008 possedeva 17 001 abitanti. Si trova a 214 m s.l.m.
È noto per l'aeroporto, uno dei più grandi centri di volo a vela della Germania, un enorme prato di 2 km, con ben 5 verricelli per il decollo degli alianti.
Si trova all'interno della Foresta di Teutoburgo (Teutoburger Wald).